# Sri-lankische Badmintonmeisterschaft 1972
Die Sri-lankische Badmintonmeisterschaft 1972 war die 20. Austragung der nationalen Titelkämpfe im Badminton in Sri Lanka.

## Sieger und Finalisten
| Disziplin    | Gold                                     | Silber                            |
| ------------ | ---------------------------------------- | --------------------------------- |
| Herreneinzel | Kingsley Devamanoharan Nallathamby       | S. Nagoor Kaney                   |
| Dameneinzel  | Chandrika Mallawarachchi                 | Shirani Perera                    |
| Herrendoppel | Gerry Chandrasena Surendran Veeravagu    | S. Nagoor Kaney Tony Dickson      |
| Damendoppel  | Lucky Alagoda Harriet Molligoda          | I. Dharmage Shirani Perera        |
| Mixed        | Ranjit de Silva Chandrika Mallawarachchi | S. Nagoor Kaney Harriet Molligoda |